# Сухорабовский сельский округ
Сухорабовский сельский округ (каз. Сухорабов ауылдық округі) — административная единица в составе района Шал акына Северо-Казахстанской области Казахстана. Административный центр — село Сухорабовка.
Население — 1244 человека (2009, 2122 в 1999, 2756 в 1989).
Динамика численности
| Численность населения | Численность населения | Численность населения |
| 1989                  | 1999                  | 2009                  |
| --------------------- | --------------------- | --------------------- |
| 2756                  | ↘2122                 | ↘1244                 |

## История
Сухорабовский сельский совет образован 27 октября 1924 года. 12 января 1994 года постановлением главы Северо-Казахстанской областной администрации образован Сухорабовский сельский округ.
В состав сельского округа вошла часть ликвидированного Ольгинского сельского совета (село Ольгинка). В 2018 году было ликвидировано село Неждановка.

## Состав
В состав округа входят такие населенные пункты:
| Населенный пункт  | Население, человек (1989) | Население, человек (1999) | Население, человек (2009) |
| ----------------- | ------------------------- | ------------------------- | ------------------------- |
| Неждановка, село  | 333                       | 282                       | 77                        |
| Ольгинка, село    | 1115                      | 764                       | 518                       |
| Сухорабовка, село | 1308                      | 1076                      | 649                       |